# Hunya
Hunya là một thị trấn thuộc hạt Békés, Hungary. Thị trấn này có diện tích 32,57 km², dân số năm 2010 là 668 người, mật độ 21 người/km².